# JOS
JOS es un sistema operativo totalmente hecho en Java, a excepción de una mínima cantidad de código en assembler.
El objetivo consiste en desarrollar un sistema operativo para uso personal en el que cualquier aplicación pueda correr de manera rápida y segura.